# Casino Las Vegas
Casino Las Vegas var en svenskproducerad dokusåpa från 2005. Den sändes på Kanal 5. Programmet gick ut på att de deltagare som spelade bäst i Las Vegas kasinon fick stanna kvar i programserien medan den som var sämst åkte ut. Programledare var Pontus Gårdinger.